# Okres Ryki
Okres Ryki (polsky Powiat rycki) je okres v polském Lublinském vojvodství. Rozlohu má 615,54 km² a v roce 2020 zde žilo 55 530 obyvatel. Sídlem správy okresu je město Ryki.

## Gminy
Městská:
- Dęblin

Městsko-vesnická:
- Ryki

Vesnické:
- Kłoczew
- Nowodwór
- Stężyca
- Ułęż

## Města
- Dęblin
- Ryki

## Sousední okresy
| Růžice kompasu | Garwolin   |        | Łuków    | Růžice kompasu |
| Růžice kompasu |            | Sever  | Lubartów | Růžice kompasu |
| Růžice kompasu | Okres Ryki |        | Lubartów | Růžice kompasu |
| Růžice kompasu | Jih        |        | Lubartów | Růžice kompasu |
| Růžice kompasu | Kozienice  | Puławy |          | Růžice kompasu |